# Llanwddyn
Llanwddyn är en community i Storbritannien.   Den ligger i kommunen Powys och riksdelen Wales, i den södra delen av landet, 270 km nordväst om huvudstaden London.
Reservoaren Lake Vyrnwy, skapad 1888, utgör en stor del av communityn och den ursprungliga orten Llanwddyn ligger på reservoarens botten.